# Јелена Генчић
Јелена Генчић (Београд, 9. октобар 1936 — Београд, 1. јун 2013) била је југословенска и српска рукометашица, тенисерка, тениски тренер и редитељка.

## Каријера
Рођена је као једна од седморо деце. Отац Јован Генчић је из угледне српске породице, а мајка Хермина пореклом Аустријанка. Њен деда Лазар Генчић, санитетски пуковник и начелник санитета Врховне команде, студирао је медицину у Бечу, пре повратка у Србију и постао први хирург у земљи, а баба по оцу Ана Пачић била је праунука Томе Вучића-Перишића. После избијања Првог светског рата, узео је активну улогу у српској војсци, преживео је исцрпљујући конфликт са чином пуковника. Брат њеног деде је Ђорђе Генчић који је обављао функцију министра унутрашњих послова у владама Владана Ђорђевића и Николе Пашића те министра за народну привреду у влади Јована Авакумовића.
Истовремено се бавила и тенисом и рукометом. У то време играо се велики рукомет до 1958, а мали рукомет (данас само рукомет) био је још у повоју, а активно се играо од 1953. Обично је била голман играјући заједно са мушкарцима у школи и на улици. Њену храбру игру на голу су запазили стручњаци и позвали су је у Црвену звезду. Убрзо је постала незаменљива, па су је позвали у репрезентацију где је једно време била и капитен. Репрезентација Југославије у великом рукомету (жене) у којој је била и Јелена Генчић учествовала је (једини пут) на Светском првенству у великом рукомету 1958. у Немачкој и заузела 5 место. Те године гасио се велики рукомет, а све више се афирмисао мали. Прво СП у малом рукомету организовано је 1957, у Београду на Ташмајдану, где је репрезентација опет са Генчићевом на голу освојила бронзану медаљу. После тога посветила се само тенису. Интересантно је да је Јелена истовремено играла рукомет у Црвеној звезди, а тенис у Партизану.
За ТК Партизан играла је од 1954. до 1976. и на домаћој сцени била је 20 пута првакиња Југославије: 2 пута појединачно (1958 и 1964), 6 пута у женским паровима и 12 пута у мешовитим паровима, (са разним партнерима) док је 11 пута била друга.
Јелена Генчић је завршила историју уметности, бавила се фотографијом и радила је цео радни век у школском и културном програму РТБ, као уредник и режисер програма.
После повлачења из спорта средином седамдесетих година 20. века почела је каријеру као тениски тренер, где је имала доста успеха у откривању и подучавању будућих великих шампиона Монике Селеш, Горана Иванишевића и Новака Ђоковића.
Преминула је 1. јуна 2013. у 77. години и сахрањена 5. јуна у Алеји заслужних грађана на Новом гробљу у Београду.